# Wahlkreis Argyll and Bute (House of Commons)
| Argyll and Bute      |
| -------------------- |
| Argyll and Bute      |
| Gebildet             |
| 1983                 |
| Abgeordneter         |
| Brendan O’Hara (SNP) |
| Regionen             |
| Argyll and Bute      |

Argyll and Bute ist ein Wahlkreis für das Britische Unterhaus. Er wurde 1983 geschaffen und deckt heute das gesamte Gebiet der Council Area Argyll and Bute ab. Damit ist der Wahlkreis auch deckungsgleich mit dem gleichnamigen Wahlkreis für das schottische Parlament. Die Council Area umfasst neben den Halbinseln Kintyre, Cowal und Rosneath unter anderem auch die Inseln Bute, Islay, Jura, Colonsay, Mull, Coll und Tiree. Der Wahlkreis entsendet einen Abgeordneten.

## Wahlergebnisse

### Unterhauswahlen 1983
| Ergebnisse der Unterhauswahlen 1983 | Ergebnisse der Unterhauswahlen 1983 | Ergebnisse der Unterhauswahlen 1983 | Ergebnisse der Unterhauswahlen 1983 |
| Partei                              | Kandidat                            | Stimmen                             | %                                   |
| ----------------------------------- | ----------------------------------- | ----------------------------------- | ----------------------------------- |
| Conservative                        | John MacKay                         | 13.380                              | 38,6                                |
| Liberal                             | Ray Michie                          | 9536                                | 27,5                                |
| SNP                                 | I. Smith                            | 8514                                | 24,6                                |
| Labour                              | C. McCafferty                       | 3204                                | 9,3                                 |

### Unterhauswahlen 1987
| Ergebnisse der Unterhauswahlen 1987 | Ergebnisse der Unterhauswahlen 1987 | Ergebnisse der Unterhauswahlen 1987 | Ergebnisse der Unterhauswahlen 1987 | Ergebnisse der Unterhauswahlen 1987 |
| Partei                              | Kandidat                            | Stimmen                             | %                                   | ±                                   |
| ----------------------------------- | ----------------------------------- | ----------------------------------- | ----------------------------------- | ----------------------------------- |
| Liberal                             | Ray Michie                          | 13.726                              | 37,3                                | +9,8                                |
| Conservative                        | John MacKay                         | 12.332                              | 33,5                                | −5,1                                |
| SNP                                 | R. Shaw                             | 6297                                | 17,1                                | −7,5                                |
| Labour                              | D. Tierney                          | 4437                                | 12,1                                | +2,8                                |

### Unterhauswahlen 1992
| Ergebnisse der Unterhauswahlen 1992 | Ergebnisse der Unterhauswahlen 1992 | Ergebnisse der Unterhauswahlen 1992 | Ergebnisse der Unterhauswahlen 1992 | Ergebnisse der Unterhauswahlen 1992 |
| Partei                              | Kandidat                            | Stimmen                             | %                                   | ±                                   |
| ----------------------------------- | ----------------------------------- | ----------------------------------- | ----------------------------------- | ----------------------------------- |
| Liberal Democrats                   | Ray Michie                          | 12.739                              | 34,9                                | −2,4                                |
| Conservative                        | John Corrie                         | 10.117                              | 27,7                                | −5,8                                |
| SNP                                 | Neil MacCormick                     | 8689                                | 23,8                                | +6,7                                |
| Labour                              | Des Browne                          | 4946                                | 13,6                                | +1,5                                |

### Unterhauswahlen 1997
| Ergebnisse der Unterhauswahlen 1997 | Ergebnisse der Unterhauswahlen 1997 | Ergebnisse der Unterhauswahlen 1997 | Ergebnisse der Unterhauswahlen 1997 | Ergebnisse der Unterhauswahlen 1997 |
| Partei                              | Kandidat                            | Stimmen                             | %                                   | ±                                   |
| ----------------------------------- | ----------------------------------- | ----------------------------------- | ----------------------------------- | ----------------------------------- |
| Liberal Democrats                   | Ray Michie                          | 14.359                              | 40,2                                | +5,3                                |
| SNP                                 | Neil MacCormick                     | 8278                                | 23,2                                | −0,6                                |
| Conservative                        | Ralph Leishman                      | 6774                                | 19,0                                | −8,7                                |
| Labour                              | Ali Syed                            | 5596                                | 15,7                                | +2,1                                |
| Referendum Party                    | Michael Stewart                     | 713                                 | 2,0                                 | +2,0                                |

### Unterhauswahlen 2001
| Ergebnisse der Unterhauswahlen 2001 | Ergebnisse der Unterhauswahlen 2001 | Ergebnisse der Unterhauswahlen 2001 | Ergebnisse der Unterhauswahlen 2001 | Ergebnisse der Unterhauswahlen 2001 |
| Partei                              | Kandidat                            | Stimmen                             | %                                   | ±                                   |
| ----------------------------------- | ----------------------------------- | ----------------------------------- | ----------------------------------- | ----------------------------------- |
| Liberal Democrats                   | Alan Reid                           | 9245                                | 29,8                                | −10,4                               |
| Labour                              | Hugh Raven                          | 7592                                | 24,5                                | +8,8                                |
| Conservative                        | David Petrie                        | 6436                                | 20,8                                | +1,8                                |
| SNP                                 | Agnes Samuel                        | 6433                                | 20,8                                | −2,4                                |
| Socialist                           | Des Divers                          | 1251                                | 4,0                                 | +4,0                                |

### Unterhauswahlen 2005
| Ergebnisse der Unterhauswahlen 2005 | Ergebnisse der Unterhauswahlen 2005 | Ergebnisse der Unterhauswahlen 2005 | Ergebnisse der Unterhauswahlen 2005 | Ergebnisse der Unterhauswahlen 2005 |
| Partei                              | Kandidat                            | Stimmen                             | %                                   | ±                                   |
| ----------------------------------- | ----------------------------------- | ----------------------------------- | ----------------------------------- | ----------------------------------- |
| Liberal Democrats                   | Alan Reid                           | 15.786                              | 36,5                                | +6,7                                |
| Conservative                        | James McGrigor                      | 10.150                              | 23,5                                | +2,7                                |
| Labour                              | Carolyn Manson                      | 9696                                | 22,4                                | −2,1                                |
| SNP                                 | Isobel Strong                       | 6716                                | 15,5                                | −5,3                                |
| Socialist                           | Deirdre Henderson                   | 881                                 | 2,0                                 | −2,0                                |

### Unterhauswahlen 2010
| Ergebnisse der Unterhauswahlen 2010 | Ergebnisse der Unterhauswahlen 2010 | Ergebnisse der Unterhauswahlen 2010 | Ergebnisse der Unterhauswahlen 2010 | Ergebnisse der Unterhauswahlen 2010 |
| Partei                              | Kandidat                            | Stimmen                             | %                                   | ±                                   |
| ----------------------------------- | ----------------------------------- | ----------------------------------- | ----------------------------------- | ----------------------------------- |
| Liberal Democrats                   | Alan Reid                           | 14.292                              | 31,6                                | −4,9                                |
| Conservative                        | Gary Mulvaney                       | 10.861                              | 24,0                                | +0,5                                |
| Labour                              | David Graham                        | 10.274                              | 22,7                                | +0,3                                |
| SNP                                 | Mike MacKenzie                      | 8563                                | 18,9                                | +3,4                                |
| Green                               | Elaine Morrison                     | 789                                 | 1,8                                 | +1,8                                |
| Parteilos                           | George Doyle                        | 272                                 | 0,6                                 | +0,6                                |
| Jacobite                            | John Black                          | 156                                 | 0,4                                 | +0,4                                |

### Unterhauswahlen 2015
| Ergebnisse der Unterhauswahlen 2015 | Ergebnisse der Unterhauswahlen 2015 | Ergebnisse der Unterhauswahlen 2015 | Ergebnisse der Unterhauswahlen 2015 | Ergebnisse der Unterhauswahlen 2015 |
| Partei                              | Kandidat                            | Stimmen                             | %                                   | ±                                   |
| ----------------------------------- | ----------------------------------- | ----------------------------------- | ----------------------------------- | ----------------------------------- |
| SNP                                 | Brendan O’Hara                      | 22.959                              | 44,3                                | +25,4                               |
| Liberal Democrats                   | Alan Reid                           | 14.486                              | 27,9                                | −3,7                                |
| Conservative                        | Alastair Redman                     | 7733                                | 14,9                                | −9,1                                |
| Labour                              | Mary Galbraith                      | 5394                                | 10,4                                | −12,3                               |
| UKIP                                | Caroline Santos                     | 1311                                | 2,5                                 | +2,5                                |

### Unterhauswahlen 2017
| Ergebnisse der Unterhauswahlen 2017 | Ergebnisse der Unterhauswahlen 2017 | Ergebnisse der Unterhauswahlen 2017 | Ergebnisse der Unterhauswahlen 2017 | Ergebnisse der Unterhauswahlen 2017 |
| Partei                              | Kandidat                            | Stimmen                             | %                                   | ±                                   |
| ----------------------------------- | ----------------------------------- | ----------------------------------- | ----------------------------------- | ----------------------------------- |
| SNP                                 | Brendan O’Hara                      | 17.304                              | 36,0                                | −8,3                                |
| Conservative                        | Gary Mulvaney                       | 15.976                              | 33,2                                | +18,3                               |
| Liberal Democrats                   | Alan Reid                           | 8745                                | 18,2                                | −9,7                                |
| Labour                              | Michael Kelly                       | 6044                                | 12,6                                | +2,2                                |

### Unterhauswahlen 2019
| Ergebnisse der Unterhauswahlen 2019 | Ergebnisse der Unterhauswahlen 2019 | Ergebnisse der Unterhauswahlen 2019 | Ergebnisse der Unterhauswahlen 2019 | Ergebnisse der Unterhauswahlen 2019 |
| Partei                              | Kandidat                            | Stimmen                             | %                                   | ±                                   |
| ----------------------------------- | ----------------------------------- | ----------------------------------- | ----------------------------------- | ----------------------------------- |
| SNP                                 | Brendan O’Hara                      | 21.040                              | 43,8                                | +7,8                                |
| Conservative                        | Gary Mulvaney                       | 16.930                              | 35,2                                | +2,0                                |
| Liberal Democrats                   | Alan Reid                           | 6832                                | 14,2                                | −4,0                                |
| Labour                              | Rhea Barnes                         | 3248                                | 6,8                                 | −5,8                                |